# Joachim Holst-Jensen
Joachim Holst-Jensen (Bergen, 12 giugno 1880 – Oslo, 7 marzo 1963) è stato un attore norvegese.

## Biografia
Holst Jensen è stato attivo dal 1910 al 1925 al Centralteatret, e dal 1928 al Teatro Nazionale di Oslo. È noto prevalentemente per i suoi ruoli in molti film norvegesi, dei quali è stato uno degli attori principali, dall'epoca del cinema muto fino al 1960. Nato a Bergen, ha ritenuto un particolare spiccato accento dialettale di quella città.

## Onorificenze (parziale)
- Aamot-statuett (1956)[1]

## Filmografia
- Den glade enke i Trangvik, regia di Harry Ivarson (1927)
- Madame besøker Oslo, regia di Harry Ivarson (1927)
- Den store barnedåpen, regia di Tancred Ibsen e Einar Sissener (1931)
- Vi som går kjøkkenveien, regia di Tancred Ibsen e Gustaf Molander (1933)
- Jeppe på bjerget, regia di Harry Ivarson (1933)
- Lev livet pr. kontant, regia di Johannes Jensen (1935)
- To levende og en død, regia di Tancred Ibsen e Gyda Christensen (1937)
- Fant, regia di Tancred Ibsen (1937)
- Ungen, regia di Rasmus Breistein (1938)
- Bør Børson Jr., regia di Toralf Sandø e Knut Hergel (1938)
- Gryr i Norden, regia di Olav Dalgard (1939)
- Familien på Borgan, regia di Helge Lunde (1939)
- De vergeløse, regia di Leif Sinding (1939)
- Hennes lille majestet, regia di Schamyl Bauman (1939)
- Gjest Baardsen, regia di Tancred Ibsen (1939)
- Bastard, regia di Helge Lunde e Gösta Stevens (1940)
- Tante Pose, regia di Leif Sinding (1940)
- Tørres Snørtevold, regia di Tancred Ibsen (1940)
- Hansen og Hansen, regia di Alfred Maurstad (1941)
- Gullfjellet, regia di Titus Vibe-Müller e Rasmus Breistein (1941)
- Nygift, regia di Sigurd Wallén (1941)
- Den forsvundne pølsemaker, regia di Toralf Sandø (1941)
- En Herre med bart, regia di Alfred Maurstad (1942)

- Den farlige leken, regia di Tancred Ibsen (1942)
- Trysil-Knut (film), regia di Rasmus Breistein (1942)
- Jeg drepte!, regia di Toralf Sandø (1942)
- Vigdís, regia di Helge Lunde (1943)
- Sangen til livet, regia di Leif Sinding (1943)
- Villmarkens lov, regia di Walter Fyrst (1944)
- Et spøkelse forelsker seg, regia di Tancred Ibsen (1946)
- Trollfossen, regia di Alf Scott-Hansen Jr. (1948)
- Den hemmelighetsfulle leiligheten, regia di Tancred Ibsen (1948)
- To mistenkelige personer, regia di Tancred Ibsen (1950)
- Storfolk og småfolk, regia di Tancred Ibsen (1951)
- Ukjent mann, regia di Astrid Henning-Jensen (1951)
- Nødlanding, regia di Arne Skouen (1952)
- Skøytekongen, regia di Nils R. Müller (1953)
- Selkvinnen, regia di Lauritz Falk e Per Jonson (1953)
- Troll i ord, regia di Jon Lennart Mjøen e Olav Engebretsen (1953)
- Cirkus Fandango, regia di Arne Skouen (1954)
- På solsiden, regia di Edith Carlmar (1956)
- Kontakt! (Operation A K Y), regia di Nils R. Müller (1956)
- Nove vite (Ni liv), regia di Arne Skouen (1957)
- I slik en natt, regia di Sigval Maartmann-Moe (1958)
- 5 loddrett, regia di Nils-Reinhardt Christensen (1959)
- Hete septemberdager, regia di Nils R. Müller (1959)
- Millionær for en aften, regia di Øyvind Vennerød (1960)